# Ludwig Helmken
Ludwig Heinrich Helmken (* 31. Mai 1911 in Bremen; † 13. April 1996 in Bremen) war ein deutscher Jurist, Unternehmer und Politiker (FDP) sowie Bremer Senator.

## Biografie

### Familie, Ausbildung und Beruf
Ludwig Helmken wurde am 31. Mai 1911 als Sohn des Rechtsanwalts und Notars Ludwig Helmken (1876–1946) und seiner Ehefrau Adelheide geb. Kuhl (1879–1946) in Bremen geboren. Nach dem Abitur absolvierte er ein Studium der Rechts- und Staatswissenschaften sowie der Geschichte und der Philosophie. Er war danach als wissenschaftlicher Assistent an der Christian-Albrechts-Universität zu Kiel tätig und wurde 1933 entlassen, „weil beide Betreuer seines Promotionsvorhabens als „jüdische“ Professoren aus dem Hochschuldienst entfernt wurden.“
1934 war er juristischer Referendar und um 1937 absolvierte er seine zweite Staatsprüfung. 1938/38 arbeitete er als Abteilungsleiter bei der Handelskammer Bremen. Im Zweiten Weltkrieg diente er von 1939 bis 1945 als Soldat, zuletzt als Oberleutnant.
Von 1946 bis 1952 war er Syndikus der Handelskammer Bremen. Anfang 1953 wurde er Mitglied der Geschäftsleitung einer Tabakfirma und war ab März 1953 Senator. Im Anschluss an seine politische Tätigkeit als Senator wirkte er als Geschäftsführer und Vorstandsmitglied der Brinkmann GmbH (Cigaretten- und Rauchtabakfabriken), seit 1963 der Martin Brinkmann AG in Bremen.
Er war seit dem 13. Juni 1941 mit Meta Margarete geb. Weiß (1922–1986) verheiratet. Die Eheschließung fand in Bremen statt.

### Politik
Helmken war 1933/34 SA-Anwärter und seit 1934 Mitglied der NSV und im NS-Rechtswahrerbund. Er beantragte am 16. Dezember 1937 die Aufnahme in die NSDAP und wurde rückwirkend zum 1. Mai desselben Jahres aufgenommen (Mitgliedsnummer 5.634.339).
1948 wurde er zunächst als „Mitläufer“ und nach Berufung im November 1948 von der Spruchkammer als entlastet entnazifiziert, er hatte im Verfahren u. a. geltend gemacht, dass die Anmeldung zur SA erfolgte, um seine wegen der „jüdischen“ Betreuer seines Promotionsvorhabens prekäre Situation an der Universität abzusichern und der Eintritt in die NSDAP Voraussetzung für die Zulassung zum zweiten juristischen Examen war.
Nach dem Krieg war er Mitglied in der BDV/FDP. Von 1951 bis 1953 war er Mitglied der Bremischen Bürgerschaft. Vom 25. März 1953 bis zum 21. Dezember 1959 amtierte er als Senator für Außenhandel der Freien Hansestadt Bremen in den Senaten von Wilhelm Kaisen (SPD) als Nachfolger von Senator Gustav Wilhelm Harmssen (BDV/FDP).

### Weitere Mitgliedschaften
Er war seit 1958 Kaufmännisches Mitglied der Stiftung Haus Seefahrt.
Ehrungen
- Die Senator-Helmken-Straße in Bremen-Woltmershausen wurde nach ihm benannt.